# Semanario de las señoritas mexicanas
El Semanario de las señoritas mexicanas es una publicación periódica que surge en el año 1841 con la dirección de Isidro Rafael Gondra, editada y distribuida en la capital mexicana. Su contenido era de índole divulgativo e iba especialmente dirigido a un público femenino de clase media y alta. Nace como respuesta a la problemática por carencia de escuelas formales para mujeres.  Su objetivo era informar, educar y entretener a sus lectoras. La iniciativa para este diario fue inspirada en experiencias europeas y americanas. 
El “Semanario de las señoritas mexicanas” perduró poco más de un año, y a partir de 1842 la responsabilidad de su distribución continuó en manos de Vicente García Torres bajo el nombre: “Panorama de las señoritas. Periódico pintoresco, científico y literario”.

### Estructura
Cada cuadernillo se componía de 24 páginas e incluía material complementario: láminas, partituras, prospecto, índice y lista de suscriptores.

### Costo y lugar de distribución
El precio era de dos reales; trimestrales costaba 3 pesos y se distribuía en México, Aguascalientes, Guanajuato, Sinaloa, Oaxaca, Chihuahua, Zacatecas y Puebla.

### Historia
En el siglo XIX, el país estaba atravesando por el Centralismo y el proceso hacia una guerra con Estados Unidos. Durante esta época, en el año de 1841, surgieron nuevas publicaciones periodísticas tales como: “El ateneo Mexicano”, “Enseña”, “La Reforma Popular”, “El año nuevo”, “Almanaque” que trataban temas políticos, económicos, sociales y religiosos. En contraste con los anteriores, se creó el “Semanario de las señoritas mexicanas destinado a la educación científica, moral y literaria del bello sexo”, la información que este brindaba era cultural, social, científico y literario. 
Durante la primera mitad del siglo XIX las mujeres no gozaban del privilegio de recibir una educación formal por la inexistencia de un sistema escolarizado, a consecuencia; el Teatro, la Iglesia, la familia y la prensa representaron una herramienta clave para un proceso de "instrucción informal".
Los periódicos y revistas de la prensa feminista fueron el medio por el cual se difundía información sobre ciencia, historia, geografía y cultura a través de escritos recreativos, el uso de una narrativa simple y términos sencillos para amenizar el texto, ya que el público receptor era, en su gran mayoría, bastante inexperto.

### Tipo de Público
Las personas que tenían a su alcance esa herramienta, eran todas aquellas que pertenecían a una clase media y alta que disponían de tiempo libre para dedicarlo a la lectura. 
A quienes se veían con las posibilidades de adquirir todos los ejemplares, se cultivaban con conocimientos de astronomía, física, anatomía, música, literatura, geografía, zoología, fisonomía, e incluso política. En especial Don Isidro Rafael incitaba a las lectoras al estudio y disfrute de la botánica, específicamente de las flores, puesto que "no puede haber para el bello sexo un estudio más lleno de interés ni acceso más conveniente que el de las flores"